# بایبلراید
بایبلراید (به آلمانی: Biebelried) یک شهر در آلمان است که در کیتسینگن واقع شده‌است.